# Macrotrachela plicatula
Macrotrachela plicatula är en hjuldjursart som först beskrevs av Murray 1911.  Macrotrachela plicatula ingår i släktet Macrotrachela och familjen Philodinidae. Inga underarter finns listade i Catalogue of Life.